# Вивіркові
Вивірко́ві (Sciuridae) — родина ссавців з підряду вивірковидих (Sciuromorpha) гризунів (Glires). Об'єднує вивірок, ховрахів, бабаків, бурундуків і ксерусів. Вивіркові належать до групи немишовидих гризунів. Родина вивіркових є різнорідною групою, що складається з приблизно 323 сучасних видів і 64 родів, які розбиті на п'ять підродин. Поширені вивіркові в Америці, Євразії та Африці (а люди їх завезли до Австралії). Це дрібні й середні гризуни з довгим чи компактним тілом і з великими очима; всеїдні, багато видів запасають їжу, а ховрахи натомість впадають у сплячку; переважно живуть на деревах. У вивірок багато хижаків, або ворогів: лисиці, вовки, койоти, ведмеді, єноти, рисі, пуми, ласки, коти, собаки, борсуки, змії та хижі птахи.

## Опис
Їхні розміри перебувають у діапазоні від розмірів миші й середньої ваги 15–18 г у Myosciurus pumilio до 43–73 см довжини й 2–8 кг ваги у Marmota marmota. Форма їхнього тіла, особливо у видів, що мешкають на деревах, зазвичай струнка та видовжена, з довгим, пухнастим хвостом; наземні види, як правило, кремезніші та мають коротший хвіст і короткі кінцівки з короткими тупими пальцями, що використовуються для копання. Деревні види мають довші, м'язисті руки та ноги, а також довші вуха та довгий хвіст. Летяги характеризуються в першу чергу волохатими ковзними перетинками з боків тіла, які натягнуті між руками, хрящовим шпорцем на руках та ногах. У цих видів руки та ноги дуже довгі порівняно з іншими вивірками. Вивіркові характеризуються довгим чи компактним тілом і великими очима. Задні лапи мають п'ять пальців, а передні – чотири. Кігті є на всіх кінцевих фалангах, крім великого пальця, на якому є ніготь. Вібриси розташовані по всьому тілу біля носа, щоки, ока, підборіддя, зап'ястя, ступнів та зовнішньої сторони ніг. Види суттєво відрізняються за кольором хутра, включаючи чорний, білий, рудий та коричневий. Усіх сучасних вивіркових об'єднує будова їхнього черепа та відносно примітивна структура щелеп. Їхні черепи короткі, з коротким рострумом та дугоподібним профілем. Череп має широку, нахилену виличну пластинку, яка служить точкою прикріплення латеральної гілки жувального м'яза. Вивіркові мають довгі скулові кістки, добре розвинені посторбітальні відростки та великі булли, які не роздуті. Вилично-жувальна архітектура черепів є сцироморфною (латеральна гілка жувального м'яза зміщена до рострума). Зубна формула: 1/1, 0/0, 1–2/1, 3/3 = 20–22. Зуби характеризуються чотирма долотоподібними різцями, покритими емаллю, які ростуть безперервно та мають коріння, що сягає далеко назад у верхню та нижню щелепи. Оскільки вони використовуються для гризіння, ці зуби короткі та гострі. За різцями йдуть діастема та щічні зуби.

## Поширення й поведінка
Вивіркові дуже поширені; нема їх лише в Австралії, на Мадагаскарі, в Новій Гвінеї та на островах Тихого океану. Місця їхнього проживання дуже різноманітні — від тундри до тропічних лісів. Деякі з вивіркових солітарні (напр. Marmota monax), водночас інші живуть у спільнотах із сотень особин (Cynomys). Вивіркові здебільшого травоїдні, їдять насіння, горіхи, фрукти, гриби та інший рослинний матеріал, проте комахи, яйця, а іноді й дрібні хребетні можуть слугувати урізноманітненням харчування цих тварин.
В Україні вивіркові представлені вивіркою звичайною, сірим, плямистим і європейським ховрахами та бабаком степовим.

## Еволюція
Викопні представники родини вивіркових відомі з періоду верхнього еоцену, з північноамериканського чадронського періоду, приблизно 37 мільйонів років тому. Вивіркові, ймовірно, походять від спільної лінії з Aplodontiidae, єдиним представником яких є Аплодонтія (Aplodontia rufa). Представник родини Ischyromyidae, подібний до роду Reithropamys, обговорюється як ймовірний спільний предок.
Серед деревних вивірок найдавніші скам'янілості походять з роду Douglassciurus, який був задокументований у кількох частинах Сполучених Штатів. Його скелет значною мірою відповідає скелету сучасних деревних вивірок роду Sciurus, хоча скіуроморфний скелет голови та відповідна мускулатура ще відсутні, а череп натомість має протогоморфну вилично-жувальну структуру. Інші близькоспоріднені роди серед ранніх деревних вивірок: Protosciurus, Cedromus та Miosciurus.
Серед летяг Hesperopetes, ймовірно, є найдавнішим родом серед відомих викопних знахідок. Рід Oligopetes також задокументовано з раннього олігоцену, а інший близькоспоріднений рід — Lophiparamys.

## Роль і значення
Вивіркові є важливими джерелами здобичі для широкого кола хижаків, включаючи хижаків, що знаходяться під загрозою зникнення. Для рідкісних видів, таких як снігові барси та північні плямисті сови, вивірки є невіддільною частиною раціону. Чорноногі тхори харчуються майже виключно лучними собачками. Деревні види та летяги також відіграють важливу роль у відновленні лісів по всьому світу завдяки своїй діяльності з розповсюдження насіння. Вивірки також відіграють важливу роль у поширенні спор грибів, які вони їдять. Покинуті нори лучних собачок використовувалися як житло для різних тварин, від єнотів та пухнастих кроликів до землерийок та полівок; копання цих нір також корисне для низки рослин завдяки аерації ґрунту та удобрювальним властивостям фекалій. Види, які їдять квіти або п'ють нектар, також можуть допомагати в запиленні. Також вивірки служать носіями для низки паразитів, таких як блохи, кліщі та кліщі. Деякі представники вивіркових є носіями збудників небезпечних хвороб (чуми та ін. зоонозів).
На вивірок полюють заради їхнього м'яса та шкурок. Вивірка, бурундук і бабак — хутрові звірі. На хутро використовують і шкурки ховрахів. Вивіркових використовують у медичних та наукових дослідженнях. Бабаки страждають від вірусу, дуже схожого на гепатит B у людей, і демонструють подібний перебіг захворювання, такого як рак печінки та захворювання печінки. З цієї причини цих тварин використовують як моделі для вивчення захворювання, методів лікування та досягнень у методах трансплантації печінки.

## Класифікація
Типовий рід родини — вивірка (Sciurus).
В Україні родина представлена 9 видами:
підродина вивіркові (Sciurinae)
триба вивірки (Sciurini)
вид вивірка звичайна (Sciurus vulgaris),
триба політухи (Pteromyini)
регіонально вимерлий вид політуха сибірська
підродина ксерусові (Xerinae)
триба бабаки (Marmotini)
вид бабак степовий (Marmota bobak)
регіонально вимерлий вид бабак альпійський (Marmota marmota)
вид ховрах європейський (Spermophilus citellus)
вид ховрах крапчастий (Spermophilus suslicus)
вид ховрах подільський (Spermophilus odessanus)
вид ховрах сірий (Spermophilus planicola)
регіонально вимерлий вид ховрах великий (Spermophilus major)

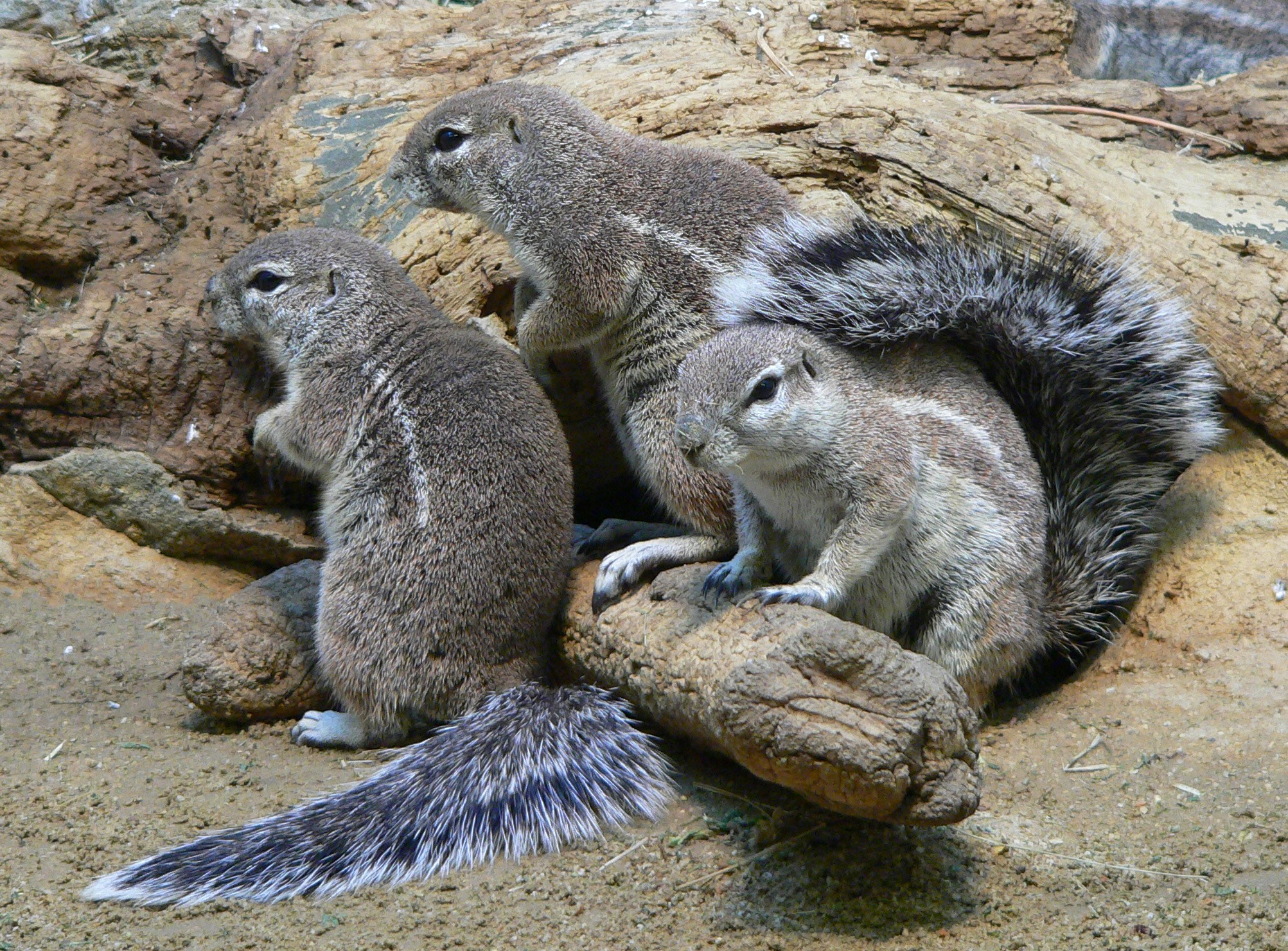
Ксерус мисовий (Xerus inauris)

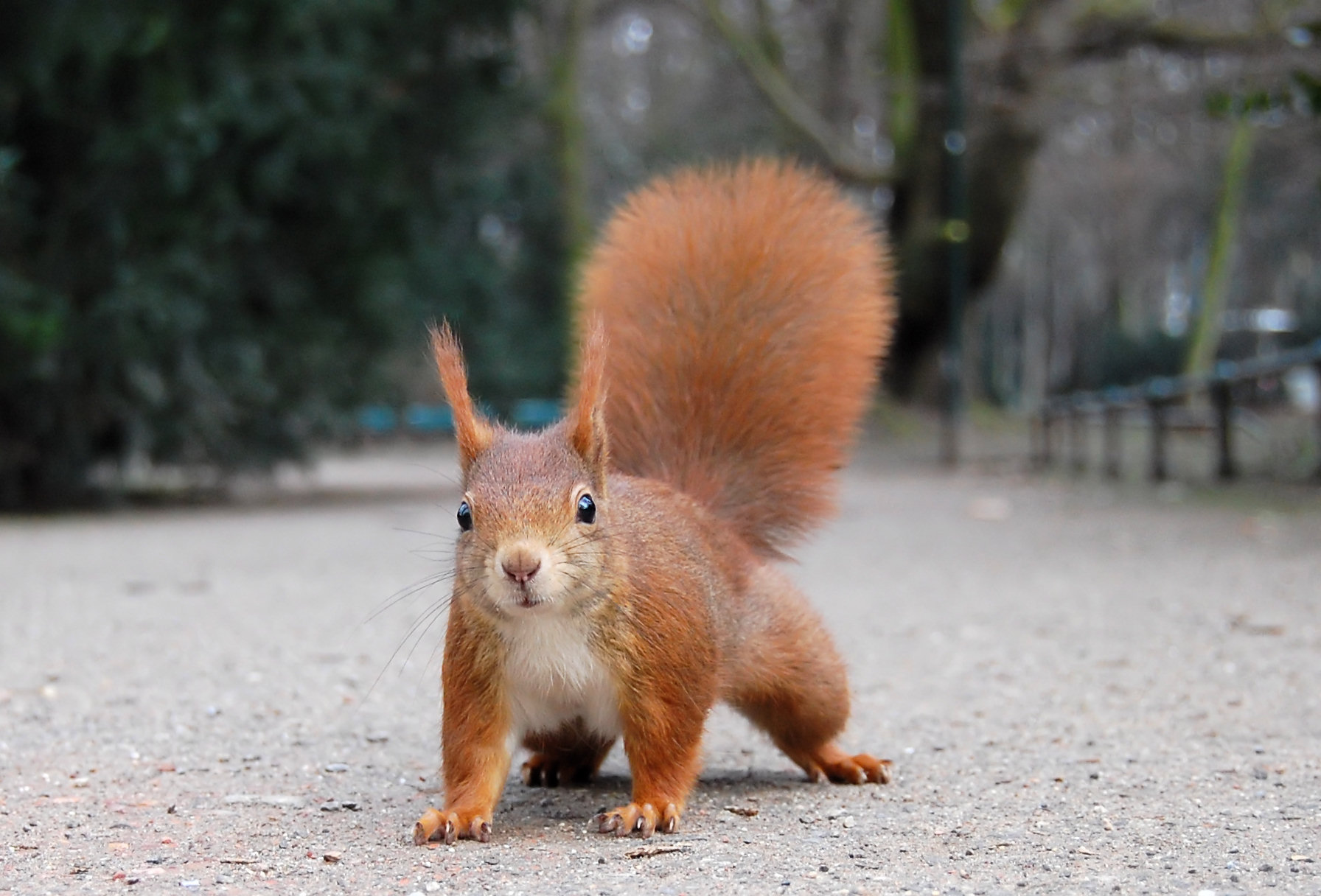
Вивірка звичайна (Sciurus vulgaris)

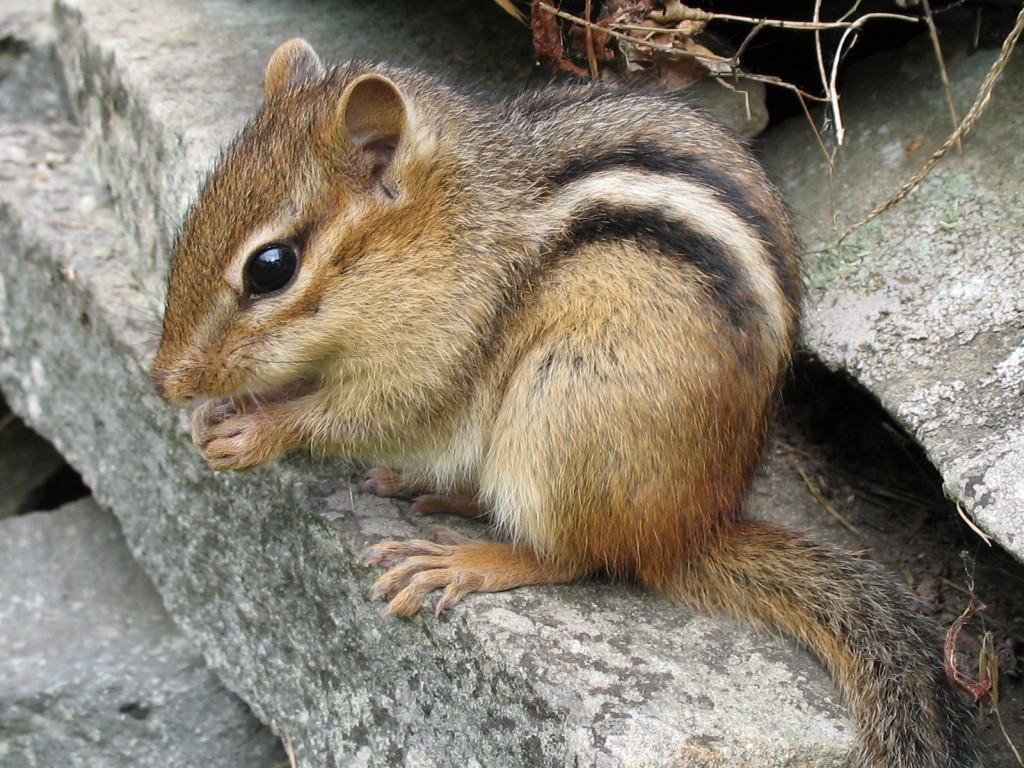
Бурундук східний Tamias striatus

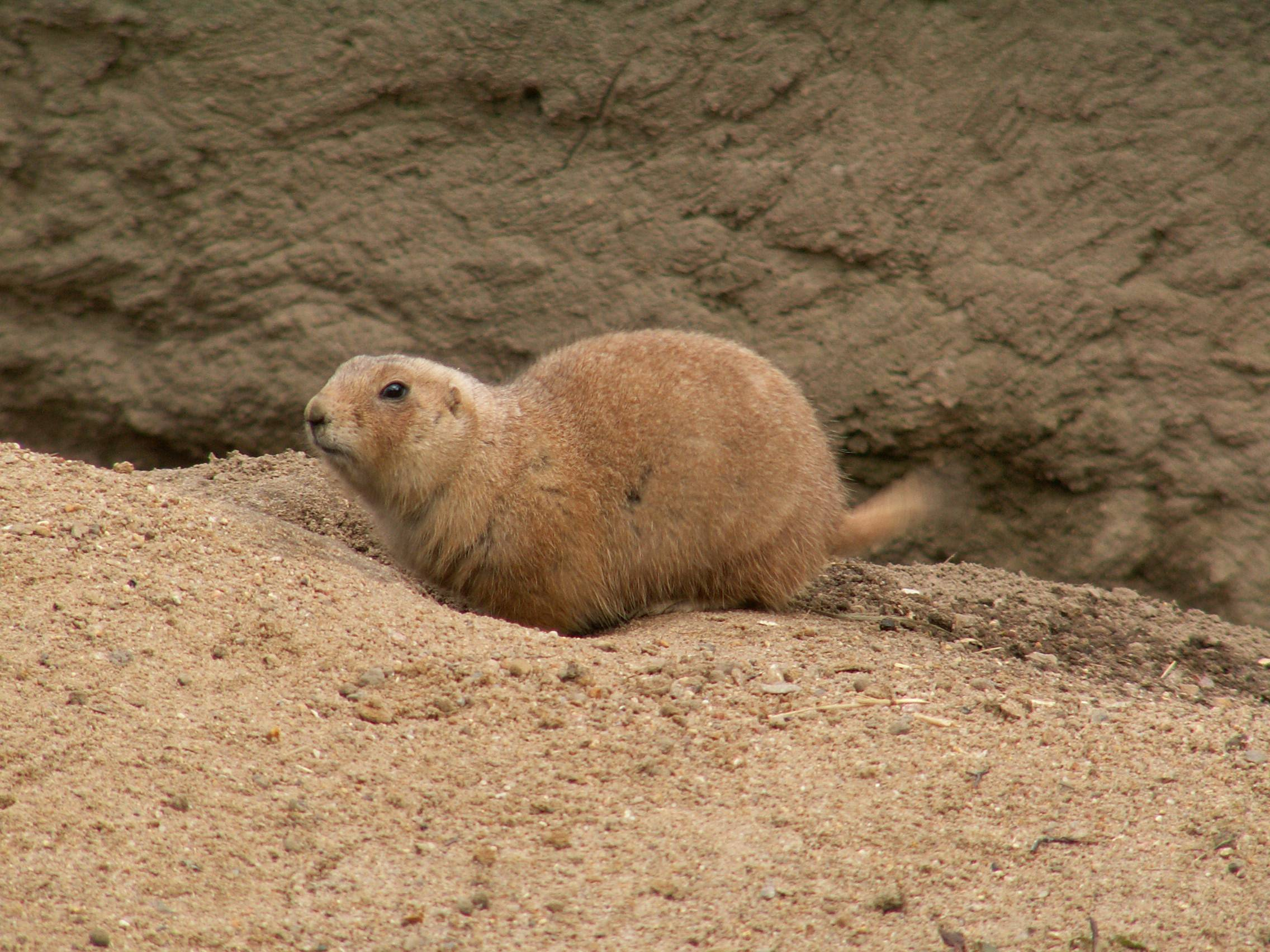
Циноміс, або «Прерійний песик» — теж бабак

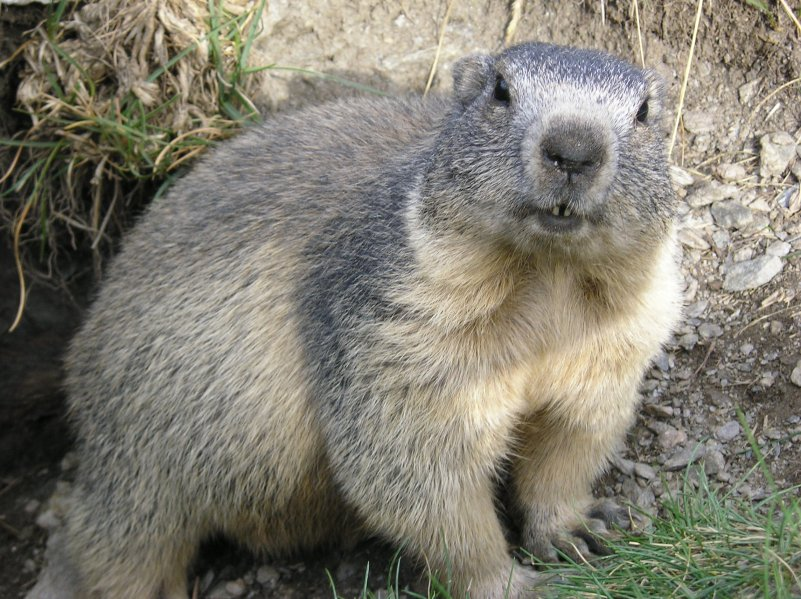
Бабак альпійський (Marmota marmota)

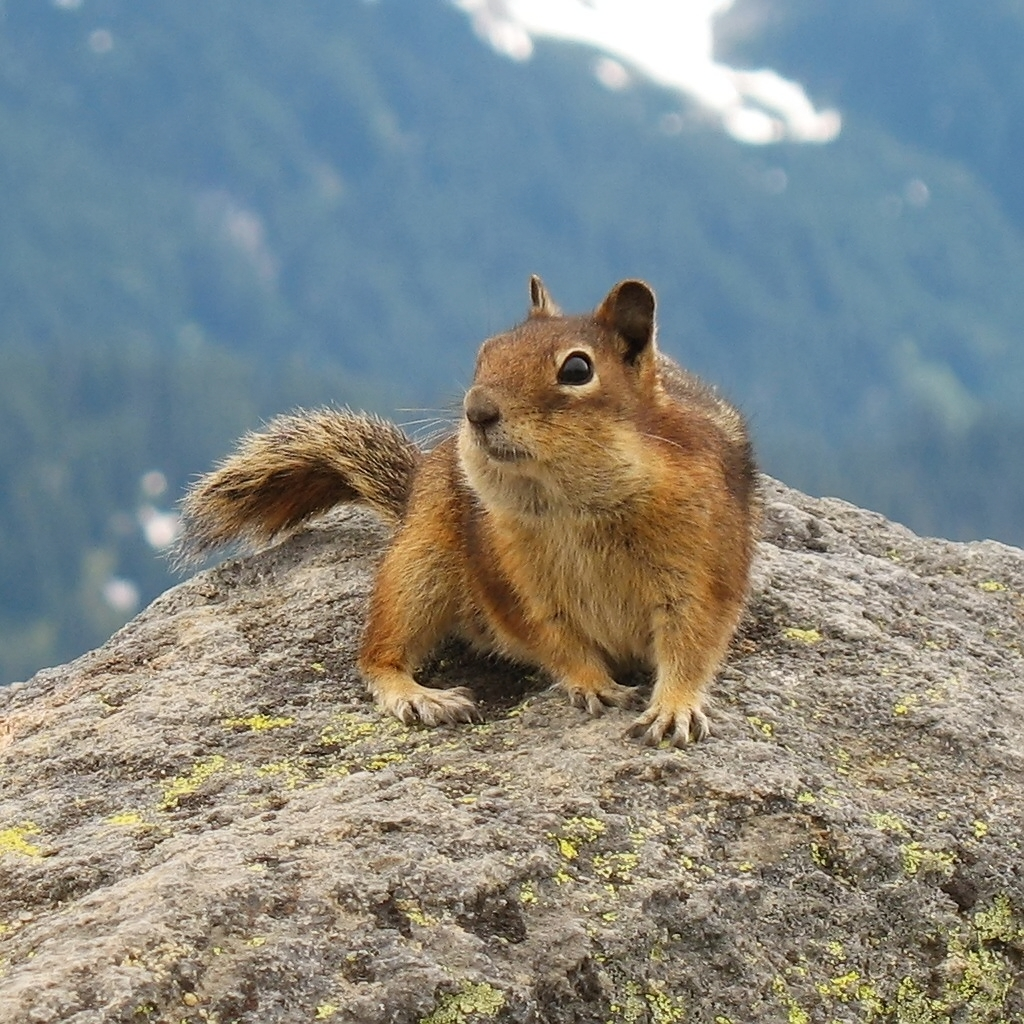
Ховрах виду Spermophilus saturatus

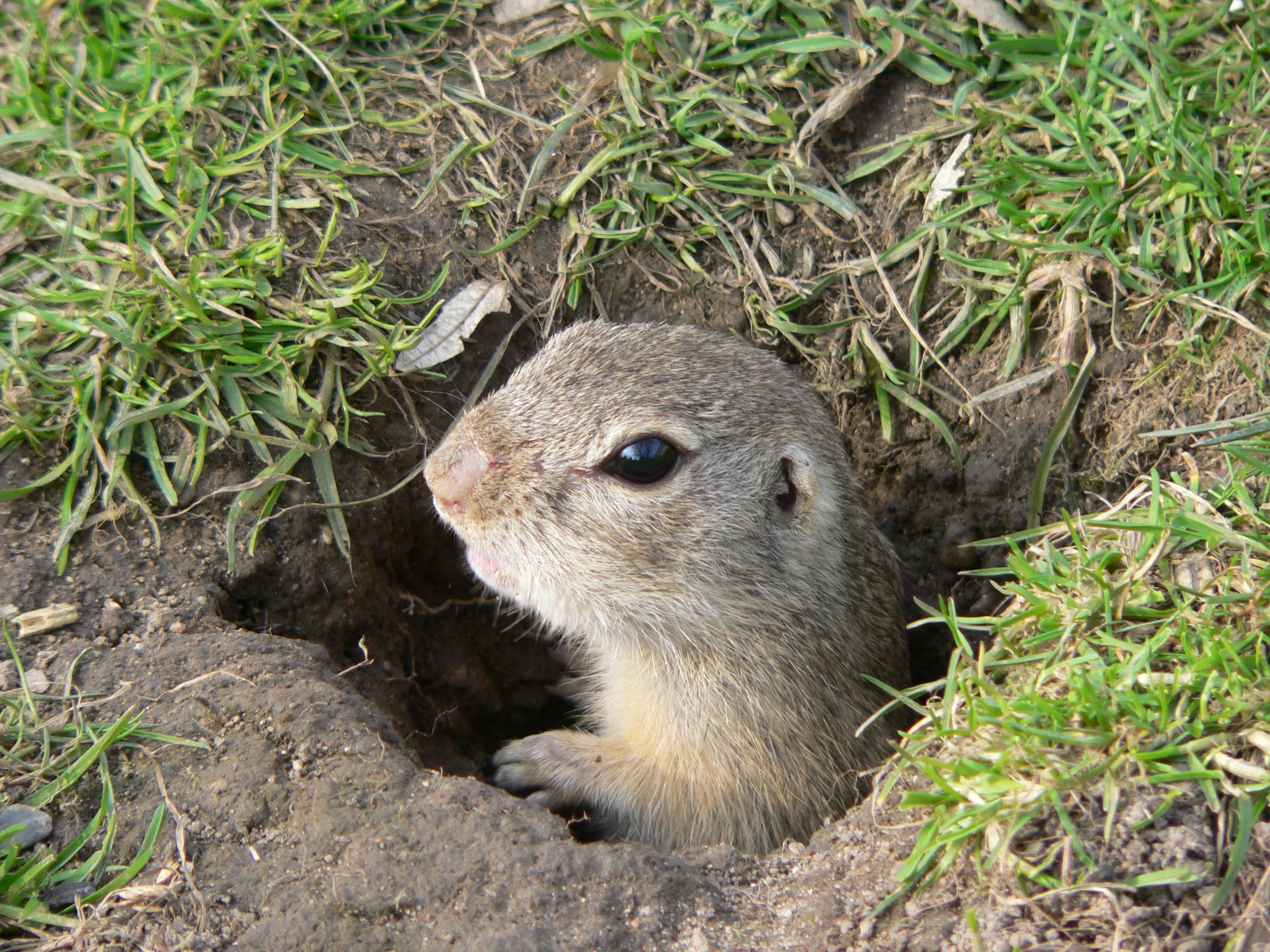
Ховрах європейський Spermophilus citellus в норі

Проте різноманіття вивіркових набагато більше, а систематика значно складніша. За книжкою «Види ссавців світу» [Архівовано 3 червня 2010 у Wayback Machine.] перелік підродин, триб і родів такі:

### Підродина Ratufinae
- рід Ратуфа — Ratufa (4 види)

### Підродина Sciurillinae
- рід Sciurillus (1 вид)

### ПідродинаSciurinae
- триба Sciurini
  - рід Microsciurus (4 види)
  - рід Rheithrosciurus (1 вид)
  - рід вивірка — Sciurus (29 видів)
  - рід Syntheosciurus (1 вид)
  - рід Tamiasciurus (3 види)

- триба Pteromyini
  - рід Aeretes (1 вид)
  - рід Aeromys (2 види)
  - рід Belomys (1 вид)
  - рід Biswamoyopterus (3 види)
  - рід Eoglaucomys (1 вид)
  - рід Eupetaurus (3 види)
  - рід Літяга — Glaucomys (3 види)
  - рід Hylopetes (10 видів)
  - рід Iomys (2 види)
  - рід Petaurillus (3 види)
  - рід Petaurista (18 видів)
  - рід Petinomys (8 видів)
  - рід Політуха — Pteromys (2 види)
  - рід Pteromyscus (1 вид)
  - рід Trogopterus (1 вид)

### Підродина Callosciurinae
- триба Callosciurini
  - рід Callosciurus (16 видів)
  - рід Dremomys (6 видів)
  - рід Exilisciurus (3 види)
  - рід Glyphotes (1 вид)
  - рід Hyosciurus (2 види)
  - рід Lariscus (4 види)
  - рід Menetes (1 вид)
  - рід Nannosciurus (1 вид)
  - рід Prosciurillus (7 видів)
  - рід Rhinosciurus (1 вид)
  - рід Rubrisciurus (1 вид)
  - рід Sundasciurus (20 видів)
  - рід Tamiops (6 видів)
- триба Funambulini
  - рід Funambulus (6 видів)

### ПідродинаXerinae
- триба Xerini
  - рід Atlantoxerus (1 вид)
  - рід Euxerus (1 вид)
  - рід Geosciurus (2 види)
  - рід Spermophilopsis (1 вид)
  - рід Ксерус — Xerus (1 вид)

- триба Protoxerini
  - рід Epixerus (1 вид)
  - рід Funisciurus (10 видів)
  - рід Heliosciurus (6 видів)
  - рід Myosciurus (1 вид)
  - рід Paraxerus (11 видів)
  - рід Protoxerus (2 види)

- триба Marmotini
  - рід Ammospermophilus (4 види)
  - рід Callospermophilus (3 види)
  - рід Циноміс — Cynomys (5 видів)
  - рід Eutamias (1 сучасний вид)
  - рід Ictidomys (3 види)
  - рід Бабак — Marmota (15 видів)
  - рід Neotamias (26 видів)
  - рід Notocitellus (2 види)
  - рід Otospermophilus (3 види)
  - рід Poliocitellus (1 вид)
  - рід Sciurotamias (2 види)
  - рід Ховрах — Spermophilus (18 видів)
  - рід Бурундук — Tamias (1 сучасний вид)
  - рід Urocitellus (13 видів)
  - рід Xerospermophilus (4 види)

### Викопні
Окрім сучасних видів, описано низку базальних викопних видів: Hesperopetes, Lagrivea, Oligosciurus, Plesiosciurus, Prospermophilus, Sciurion, Similisciurus, Sinotamias, Vulcanisciurus, а також підродину викопних видів Cedromurinae: Cedromus, Kherem, Oligospermophilus.

## Назва
У різних джерелах назва родини наведена як: вивіркові, вивіркуваті, білячі, білкові.